# Youssef Wayne Hvidtfeldt
Youssef Wayne Hvidtfeldt   (6 d'agost de 1988) és un actor danès, fill de pare marroquí i mare danesa. Es va graduar a l'Escola d'Art Dramàtic d'Odense el 2014.

## Filmografia

### Cinema
| Any  | Títol           | Personatge  | Notes |
| ---- | --------------- | ----------- | ----- |
| 2018 | Ditte og Louise | Finn Holger | [ 3 ] |

### Sèries de televisió
| Any       | Títol           | Personatge    | Notes                  |
| --------- | --------------- | ------------- | ---------------------- |
| 2017      | Mercur          | Johnny Reimar | Episodi 8              |
| 2017-2019 | Perfekte Steder | Stoffer       | Episodis 2 i 4         |
| 2018      | Hånd i hånd     | Mark          | S2E11 S2E12            |
| 2022      | Borgen          | Benjamin Holm | Episodis 31-33 i 35-38 |
| 2023      | Prisoner        | Sammy         | [ 4 ] [ 5 ]            |